# SMS Danzig (1853)

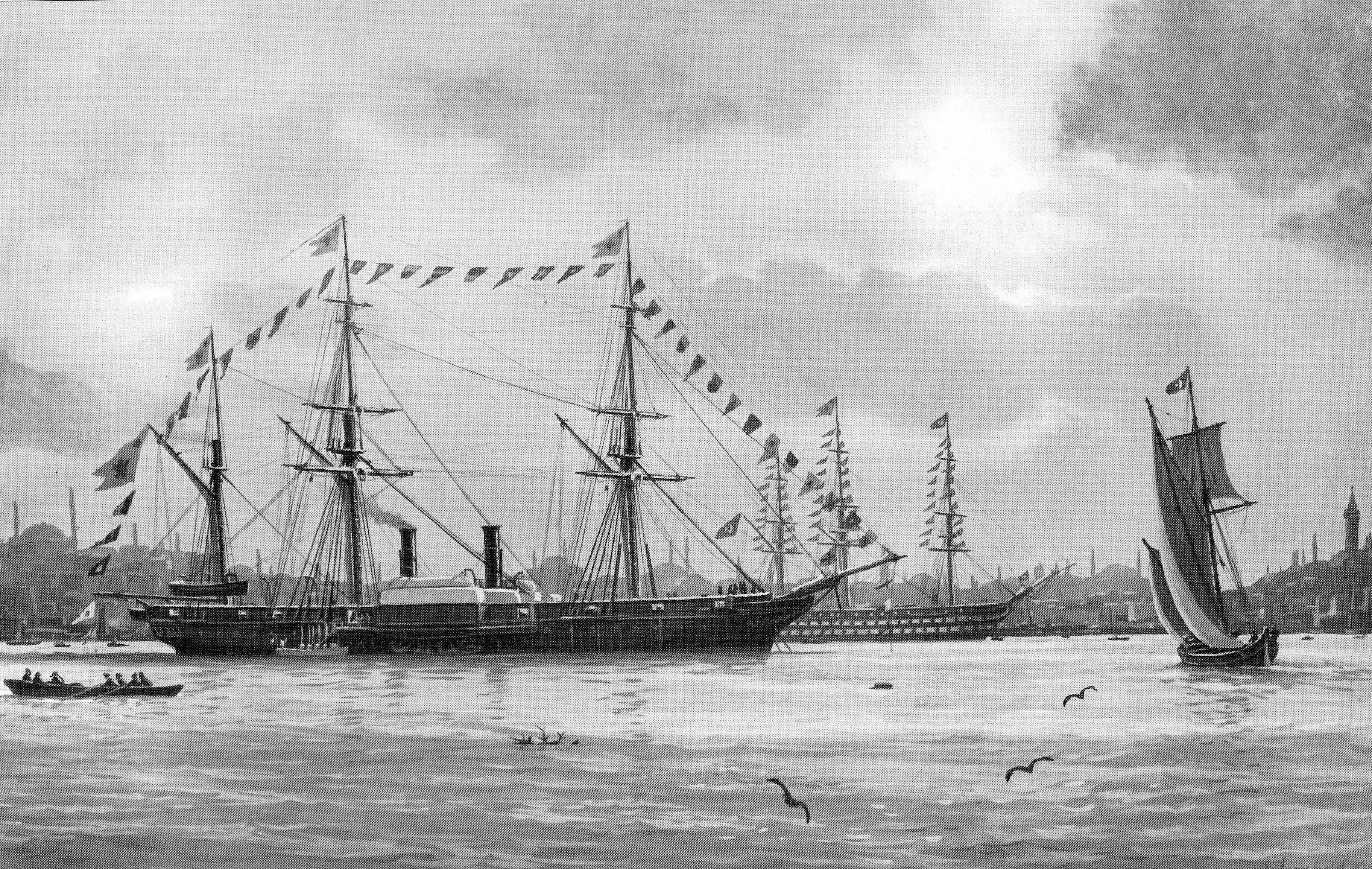
La corbeta de ruedas prusiana SMS Danzig frente a Constantinopla en 1853. Pintura de Lüder Arenhold. 1905.

La corbeta de ruedas a vapor SMS Danzig (Dánzig en alemán en honor a la ciudad homónima) de la Armada Prusiana fue el primer buque de guerra impulsado por máquinas que se construyó en Prusia. Fue utilizado como buque insignia en la batalla de Tres Forcas el 7 de junio de 1856, considerado uno de los primeros ejemplos de diplomacia de cañonero. A partir de 1864 el barco se llamó Kaiten (en japonés: 回天, Regreso al Cielo) al ser vendido a la armada del shogunato Tokugawa, que más tarde se convertiría en la armada de la República de Ezo.

## Construcción y datos técnicos
El Danzig fue diseñado por el diseñador especialista británico John Scott Russell y originalmente iba a ser construido en Inglaterra. A instancias del comandante en jefe de la Armada, el Príncipe Adalberto de Prusia, el barco fue construido en Danzig para fortalecer la economía local. El hierro requerido se importó de Inglaterra, la madera para el casco provino del interior de la región de Danzig y el cobre para el revestimiento exterior provino de Berlín .
La puesta de quilla del barco fue el 24 de agosto de 1850 en el astillero J. W. Klawitter en Danzig. Fue botado el 13 de noviembre de 1851 y asignado el 1 de junio de 1853. El predecesor del nombre fue el cañonero de albufera Danzig (1825-1838).

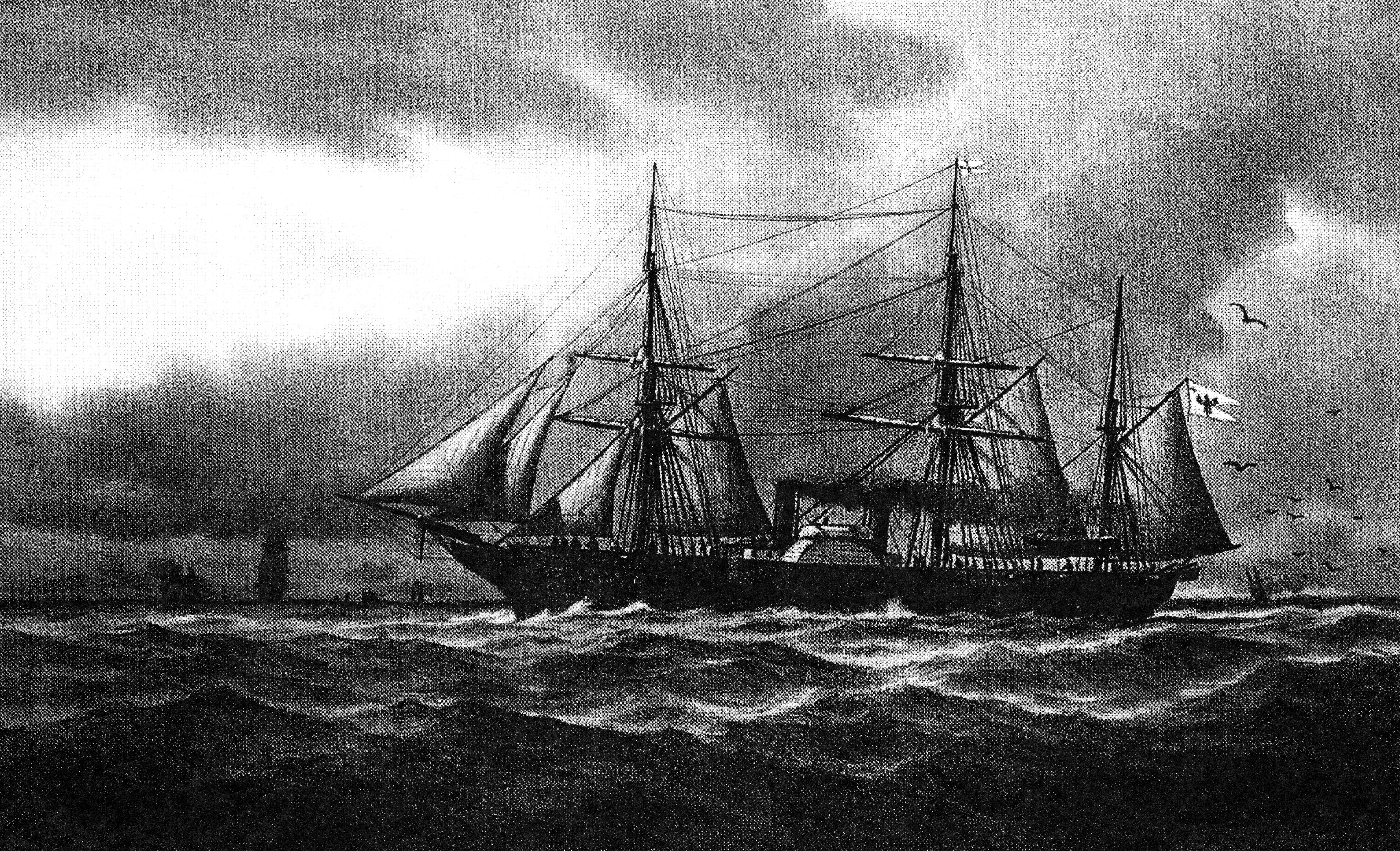
El Danzig en un cuadro de Lüder Arenhold de 1891

El barco tenía 75.66 metros de largo y 16,5 m de ancho, 4,27 m de calado y desplazaba 1920 t. Estaba aparejado como una bricbarca de tres mástiles y tenía la adición de una máquina de vapor de expansión de 1800 hp o 400 CV con calderas de cuatro tubos. Con el vapor alcanzaba una velocidad de 11,6 nudos El armamento consistía en diez cañones de 68 libras, la tripulación constaba de 220 personas entre oficiales y marinería. Dado que se suponía que estas armas provenían de Gran Bretaña y esta última no permitió la exportación de armas durante la Guerra de Crimea, el Danzig tuvo que recoger su armamento durante su primer viaje a Inglaterra.

## Especificaciones
Dimensiones del barco y tripulación
longitud
75,66 m (eslora)
70,18 m (KWL)
Ancho 16,5 m
Calado máximo 4,27 m
Desplazamiento de construcción: 1.450 t
Máximo: 1.920 toneladas
Tripulación 220 hombres
maquinaria
Caldera máquina 4 troncos
2 máquinas de vapor oscilantes de 2 cilindros
Maquinaria-
potencia 1.800 hp (1.324 kW)
máximo
velocidad 11,6 nudos (21 km/h)
Hélice 2 ruedas de paletas ⌀ 7,75 m
aparejo y aparejo
Barca de aparejo
Número de polos 3
Superficie vélica 1.620 m²
armamento
12 cañones de bomba de 68 libras

## Carrera prusiana

### Primer viaje
El primer viaje del Danzig al mando del capitán de corbeta Indebetou, tuvo lugar el 12 de julio de 1853 condujo a Deptford, donde se instalaron los carros de armas. Las armas en sí fueron ensambladas en Greenhithe.
Debido a la guerra que estalló en 1853 entre el Imperio otomano y Rusia, el Danzig fue enviado a Constantinopla junto con otras unidades prusianas en septiembre de 1853 para proteger los intereses prusianos. De abril a junio de 1854 permaneció en El Pireo para proteger al rey griego Otón I de la Casa de Wittelsbach, ya que su gobierno estaba amenazado por una revolución. En el viaje de regreso a Danzig, la corbeta llevó a bordo un cargamento de bloques de mármol de la isla de Siros para los museos de Berlín.

### La Batalla de Tres Forcas (1856)
En la primavera de 1856, un escuadrón al mando del príncipe Adalberto, formado por el Danzig como buque insignia, el Thetis, el Amazone, el Mercury y el Frauenlob, zarpó hacia el Atlántico para practicar en formación de escuadrón. El principal objetivo del Danzig era remolcar las demás naves del escuadrón cuando había calma, ya que era la única unidad con propulsión a motor.
En Cherburgo, donde atracó el Danzig por invitación del emperador Napoleón III, el príncipe Adalberto licenció del mando de la nave al capitán de corbeta, príncipe Guillermo de Hesse-Philippsthal-Barchfeld por diferencias de entendimiento. Guillermo de Hesse siguió con el mando hasta Gibraltar, donde el mando le fue transferido al teniente Arturo de Bothwell.
El trasfondo de estas diferencias era que el príncipe Adalberto estaba planeando una expedición punitiva contra los piratas rifeños en Marruecos por iniciativa propia, por un ataque sufrido el 7 de diciembre de 1852 al bergantín de Stetttiner Flora del capitán prusiano Witt. Esta decisión acabó resultando en la batalla de Tres Forcas ocurrida el 7 de agosto de 1856, en la que Adalberto no logró ni el objetivo político ni el militar. Tras la batalla, los muertos fueron enterrados en Gibraltar y algunos heridos graves desembarcaron. Entre los heridos estaba el futuro almirante de la Marina Imperial alemana, Eduard von Knorr, que solo tenía 16 años en ese momento.
Tras la batalla, el Danzig se dirigió a Constantinopla, después realizó una escala en Siros donde se cargaron ataúdes antiguos para los museos de Berlín, regresó a Prusia el 20 de noviembre de 1856. De regreso a Danzig fue puesto fuera de servicio.

### Desmantelamiento
Debido a los severos daños en el casco del barco causados por la podredumbre seca, se barajó una reparación mayor, reemplazando el casco de madera por hierro. Debido a los altos costos, el plan finalmente se abandonó.
Por lo tanto, el Danzig solo hizo un servicio temporal entre 1859 y 1860. Fue dado de baja de la armada prusiana definitivamente el 1 de septiembre de 1862 porque no estaba en condiciones de navegar. Se eliminó de la lista de buques de guerra, también porque los vapores de ruedas ahora se consideraban técnicamente obsoletos en comparación con los vapores de tornillo. La corbeta se vendió por 56.000 táleros a la empresa inglesa Dorset & Blythe.

## Carrera japonesa
En 1864 el barco, ahora rebautizado como Eagle (en inglés: Águila), navegó a Inglaterra y ese mismo año fue vendido al shogunato Tokugawa, donde fue comisionado bajo el nombre de Kaiten. El barco de vapor de ruedas se iba a utilizar para detener el contrabando en la zona marítima alrededor de Nagasaki.
Durante la campaña de Hokkaido de la guerra Boshin, el Kaiten dirigió un ataque nocturno contra la escuadra Meiji en la batalla naval de Miyako que no consiguió hacerse con el buque insignia de la armada imperial, el Kōtetsu.
Durante la batalla naval de Hakodate, el Kaiten cayó el 7 de mayo de 1869 en la bahía de Aomori cerca de Hakodate en la playa. El buque se hundió el 20 de junio de 1869 incendiado por su propia tripulación para evitar que cayera en manos enemigas. El incidente fue observado por la corbeta prusiana Medusa, que se encontraba en la zona como parte de una flota internacional organizada para presionar al gobierno Meiji en controlar los ataques contra intereses europeos durante la guerra con Ezo.